# داني كولينز (فلم)
داني كولينز (بالإنجليزية: Danny Collins) هو فلم كوميدي درامي أمريكي تم إنتاجه في سنة 2015، وهو من تأليف وإخراج دان فوغلمان، أبطال الفلم هم آل باتشينو وآنيت بنينغ وجينيفر غارنر وبوبي كانافيل وكريستوفر بلامر، وقد تم إطلاق الفلم للعرض في 20 مارس 2015، تدور قصة الفلم في عقد السبعينات عن مغني روك إسمه داني كولينز (آل باتشينو)، مدير أعماله (كريستوفر بلامر) يكشف رسالة من المغني المشهور جون لينون له، وبعد أن يقرأها يقرر كولينز تغيير طريقة حياته، حيث ينتقل إلى نيوجيرسي لإعادة العلاقة مع إبنه، قصة هذا الفلم مستوحاة من قصة المغني الإنجليزي ستيف تيلستون.

## البطولة
- آل باتشينو بدور داني كولينز
- آنيت بنينغ بدور ماري سنكلر
- جينيفر غارنر بدور سامانثا لايف دونلي
- كريستوفر بلامر بدور فرانك غروبمان
- بوبي كانافيل بدور توم دونلي
- كاتارينا تشاس بدور صوفي
- جيزيل أيزنبورغ بدور هوب دونلي
- ميليسا بينو بدور جايمي
- جوش بيك بدور نيكي إرنست
- إريك مايكل روي بدور داني كولينز الشاب

## وصلات خارجية
- مقالات تستعمل روابط فنية بلا صلة مع ويكي بيانات
- داني كولينز على قاعدة بيانات الأفلام على الإنترنت